# والزلی ایت
والزلی ایت (Wolseley Eight) خودرویی است که در سال‌های ۱۹۴۶ تا ۱۹۴۸۵۳۴۴ made تولید شده‌است. طول آن در حالت طبیعی ۱۴۵ اینچ (۳٬۷۰۰ میلیمتر) و عرض آن در حالت طبیعی ۵۶ اینچ (۱٬۴۰۰ میلیمتر) است.
موتور آن ۹۱۸ سی‌سی سیستم جعبه‌دندهٔ آن ۴ دنده به صورت دستی است.